# Dragetand
Under Anden Verdenskrig, benyttede man ordet "dragetænder" til firkantede pyramideformede spærringer, der blev benyttet til at kontrollere og umuliggøre fjendens transport. Opfindelsen blev hurtigt spredt, og blev især benyttet på Siegfried-linjen. 

## Militære feltanlæg

### Anden Verdenskrig
Dragetand eller -tænder (tysk: Drachenzähne) var firkantede pyramideformede spærringer af armeret beton, der blev benyttet under Anden Verdenskrig for at kontrollere og besværliggøre invasioner med kampvogne. Ideen var at nedsætte farten på kampvognene og lede dem ind i "dødszoner" hvor de hurtigt kunne blive udryddet vha. panserværnsvåben. I praksis gjorde benyttelsen af ingeniørtropper og specielle rydningskøretøjer, at dragetænderne kunne fjernes relativt hurtigt, og de viste sig ikke at være så effektive som forventet.
De blev især benyttet på de vesteuropæiske fronter i Anden Verdenskrig. Tyskerne benyttede dem gevaldigt i Siegfried-linjen og Atlantvolden; normalt var hver "tand" 90 cm til 120 cm høj afhængigt af den præcise model. Landminer var ofte placeret imellem "tænderne", og yderligere forhindringer bygget igennem linjerne af "tænderne" (som f.eks. pigtråd til at hæmme infanteriet, eller tjekkiske pindsvin for yderligere at hindre kampvogne). Frankrig benyttede dem i Maginot-linjen, imens mange blev benyttet i England i år 1940-1941 til at styrke det britiske forsvar imod en mulig tysk invasion.
"Bag minefælderne var dragetænderne. De hvilede på en cementmåtte omkring ti til tredive meter lang, sunket en meter eller to igennem jorden (for at forhindre muligheden med at grave en tunnel under dem og placere sprængstoffer). På toppen af måtten var selve tænderne, trunkerede pyramider af armeret beton omkring en meter høj i forreste række, til to meter høj i den bagerste. De blev placeret på afstand på en sådan måde, at en kampvogn ikke kunne køre igennem. Imellem tænderne var der placeret minefælder, pigtråd, og bunkere der var næsten umulige at udslette med artilleri og placeret på en sådan måde at de kunne dække hele fronten. 	
Den eneste måde at slå disse bunkere ud på var at infanteriet skulle omgå dem og angribe den bagerste indgang. Men bag bunkerne, var der ofte en ny linje dragetænder; to, tre, fire eller måske endda fem."
På grund af det høje antal af dragetænder og deres mekaniske styrke, kan man i dag stadig se mange af dem på Siegfried- og Maginot-linjerne.

### Efter Anden Verdenskrig
Schweiz fortsætter med at opretholde linjer af dragetænder i visse strategiske områder, og har veje med dragetænder, der er klar til at løftes op og blokere selve vejene. I den militære jargon omtales disse konstruktioner ofte som Tobleronelinjer, efter Toblerone chokolade.
Dragetænder kan også ses i visse dele af den nord-/sydkoreanske grænse.
Nogle lande, som f.eks. dem der blev skabt inden Montenegros uafhængighed, har tænder der kan transporteres og opsættes på strategiske punkter, hvor de bliver løftet og placeret på veje.

## Eksterne links
- Toblerone-linjen Arkiveret 7. januar 2008 hos  Wayback Machine
- Dragetænder i Horsham, Vest Sussex Arkiveret 7. februar 2007 hos  Wayback Machine